# Liste der Bodendenkmäler in Kleinheubach
Auf dieser Seite sind die Bodendenkmäler in dem unterfränkischen Markt Kleinheubach zusammengestellt. Diese Tabelle ist eine Teilliste der Liste der Bodendenkmäler in Bayern. Grundlage ist die Bayerische Denkmalliste, die auf Basis des Bayerischen Denkmalschutzgesetzes vom 1. Oktober 1973 erstmals erstellt wurde und seither durch das Bayerische Landesamt für Denkmalpflege geführt wird. Die folgenden Angaben ersetzen nicht die rechtsverbindliche Auskunft der Denkmalschutzbehörde.

## Bodendenkmäler in Kleinheubach
| Lage       | Objekt                                                                                      | Akten-Nr.     | Bild |
| ---------- | ------------------------------------------------------------------------------------------- | ------------- | ---- |
| (Standort) | Brandgräber der Urnenfelderzeit.                                                            | D-6-6221-0029 |      |
| (Standort) | Archäologische Befunde des Mittelalters und der frühen Neuzeit                              | D-6-6221-0034 |      |
| (Standort) | Brandgräber der Urnenfelderzeit.                                                            | D-6-6221-0036 |      |
| (Standort) | Siedlung vorgeschichtlicher Zeitstellung sowie villa rustica der römischen Kaiserzeit.      | D-6-6221-0038 |      |
| (Standort) | Siedlung vor- und frühgeschichtlicher Zeitstellung.                                         | D-6-6221-0090 |      |
| (Standort) | Archäologische Befunde im Bereich der frühneuzeitlichen Ortsbefestigung                     | D-6-6221-0142 |      |
| (Standort) | Archäologische Befunde im Bereich der mittelalterlichen und frühneuzeitlichen Evang. Kirche | D-6-6221-0143 |      |
| (Standort) | Archäologische Befunde im Bereich des frühneuzeitlichen Fürstlich-Löwensteinschen Anwesens  | D-6-6221-0144 |      |
| (Standort) | Archäologische Befunde im Bereich der spätneuzeitlichen ehem. Synagoge                      | D-6-6221-0145 |      |
| (Standort) | Archäologische Befunde im Bereich des neuzeitlichen jüdischen Friedhofs                     | D-6-6221-0146 |      |